# Лямицкое
Лямицкое — проточное озеро в Приморском районе Архангельской области России. Располагается в северной части  Онежского полуострова, к юго-западу от Мяндозера, в пределах национального парка Онежское Поморье, на высоте 120,5 м над уровнем моря.
Озеро неправильной формы, береговая линия изрезана мысами и полуостровами, много островов. Длина озера 5,5 км, максимальная ширина в северной части — 3,7 км. Площадь — 9,2 км². Площадь водосборного бассейна — 72,2 км². Река Лямца впадает на западе и вытекает на юге. Питание снеговое и дождевое. Берега покрыты преимущественно хвойным лесом, местами заболочены. Дно каменисто-песчаное.
Код водного объекта в государственном водном реестре — 03010000211103000002455.